# Disiliciure de zirconium
Le disiliciure de zirconium est un composé chimique de formule ZrSi2. Il s'agit d'un solide cristallisé gris à l'éclat métallique ayant une bonne conductivité électrique et thermique. Il présente une structure orthorhombique ayant le groupe d'espace Cmcm (no 63). Il est insoluble dans l'eau et les acides minéraux, hormis l'acide fluorhydrique. Il est utilisé dans l'industrie des semiconducteurs pour le dépôt de couches résistives par pulvérisation cathodique dans les circuits électroniques. 
D'autres siliciures de zirconium sont connus, tels que : Zr3Si, avec une structure tétragonale isomorphe de celle de Ti3P ; Zr2Si, avec un point de fusion de 2 110 °C, une masse volumique de 6,22 g/cm3 et une structure tétragonale isomorphe de celle de CuAl2 ; Zr3Si2 avec une point de fusion à 2 225 °C et une structure tétragonale isomorphe de U3Si2 ; Zr5Si4 avec une structure tétragonale ; ZrSi avec un point de fusion de 2 095 °C et deux formes orthorhombiques.
Le disiliciure de zirconium peut être obtenu en faisant réagir du zirconium ou de l'hydrure de zirconium(II) ZrH2 avec du silicium :
Zr + 2 Si ⟶ ZrSi2.
On peut également le préparer en faisant réagir du zirconium avec du tétrachlorure de silicium, ou en faisant réagir du dioxyde de zirconium ZrO2 avec du silicium :
3 Si + ZrO2 ⟶ ZrSi2 + SiO2.